# Aubigné (Deux-Sèvres)
Pour les articles homonymes, voir Aubigné.
Aubigné est une commune du Centre-Ouest de la France située dans le département des Deux-Sèvres, en région Nouvelle-Aquitaine.

## Géographie

### Localisation et accès
La  commune d'Aubigné a une forme massive qui s'inscrit dans un cercle de huit kilomètres de diamètre.

### Communes limitrophes
| Paizay-le-Chapt                           | Chef-Boutonne quartier sud de Crézières | Chef-Boutonne quartier sud-est de La Bataille, Loubigné |
| Vinax (Charente-Maritime)                 | Aubigné                                 | Loubillé                                                |
| Saleignes, Romazières (Charente-Maritime) | Villiers-Couture (Charente-Maritime)    | Villemain                                               |

### Hydrographie
En période d’étiage, il n'existe pas de cours d'eau permanent, mais dès fin novembre, l'eau monte dans les puits qui débordent. Plusieurs sources sortent alors du fond des vallons pour alimenter un réseau de fossés qui drainent eaux de sources et eaux pluviales vers le ruisseau saisonnier : la Couture, affluent de l'Aume, elle-même affluent de Charente.
Avant les travaux de remembrement et le surcreusement des fossés, les zones en dessous de la cote 107, inondaient pendant plusieurs mois d'hiver et du printemps (parfois jusqu'au mois de juin).

### Géologie et relief
Aubigné se trouve dans la région transitoire entre le Limousin et la Gâtine vendéenne au sud du seuil du Poitou, à la limite nord des plaines charentaises. C'est un plateau ondulé dont l'altitude varie entre 100 et 159 m qui surplombe la vallée de la Boutonne. Cette région de collines est légèrement creusée par une dépression en pente douce suivant un axe synclinal NO-SE qui se termine en cul-de-sac sur plusieurs ramifications en forme de feuille de vigne.
Ce plateau d'origine sédimentaire est constitué par un puissant ensemble où alternent sur une épaisseur de 25 à 30 m des bancs de calcaire lithographique et de minces couches de marne. Ce calcaire fissuré est un véritable réservoir qui alimente les puits en leur restituant tout au long de l'année les eaux emmagasinées au moment des périodes pluvieuses, de l'automne au printemps.
La terre dite de « groie » est d'une couleur brune, parfois jaunâtre, selon sa teneur en argile. C'est une terre légère, assez riche en matières organiques, qui craint la sécheresse. D'une très faible épaisseur sur les collines, elle est vite traversée par le laboureur trop optimiste qui racle la roche mère et en détache de larges plaques.
C'est une terre qui convient bien à la vigne, aux céréales et aux prairies artificielles.

### Climat
Pour des articles plus généraux, voir Climat de la Nouvelle-Aquitaine et Climat des Deux-Sèvres.
Historiquement, la commune est exposée à un climat océanique limousin.  
En 2020, Météo-France publie une typologie des climats de la France métropolitaine dans laquelle la commune est exposée à un climat océanique et est dans la région climatique Poitou-Charentes, caractérisée par un bon ensoleillement, particulièrement en été et des vents modérés.
Pour la période 1971-2000, la température annuelle moyenne est de 12 °C, avec une amplitude thermique annuelle de 15,3 °C. Le cumul annuel moyen de précipitations est de 871 mm, avec 12,6 jours de précipitations en janvier et 6,9 jours en juillet. Pour la période 1991-2020, la température moyenne annuelle observée sur la station météorologique la plus proche, située sur la commune de Valdelaume à 10 km à vol d'oiseau, est de 12,8 °C et le cumul annuel moyen de précipitations est de 854,2 mm,. Pour l'avenir, les paramètres climatiques de la commune estimés pour 2050 selon différents scénarios d’émission de gaz à effet de serre sont consultables sur un site dédié publié par Météo-France en novembre 2022.

## Urbanisme

### Typologie
Au 1er janvier 2024, Aubigné est catégorisée commune rurale à habitat très dispersé, selon la nouvelle grille communale de densité à sept niveaux définie par l'Insee en 2022.
Elle est située hors unité urbaine et hors attraction des villes,.

### Occupation des sols
L'occupation des sols de la commune, telle qu'elle ressort de la base de données européenne d’occupation biophysique des sols Corine Land Cover (CLC), est marquée par l'importance des territoires agricoles (54,8 % en 2018), une proportion sensiblement équivalente à celle de 1990 (54,9 %). La répartition détaillée en 2018 est la suivante : 
terres arables (48,9 %), forêts (41,8 %), zones agricoles hétérogènes (5,9 %), milieux à végétation arbustive et/ou herbacée (3,1 %), zones urbanisées (0,2 %). L'évolution de l’occupation des sols de la commune et de ses infrastructures peut être observée sur les différentes représentations cartographiques du territoire : la carte de Cassini (XVIIIe siècle), la carte d'état-major (1820-1866) et les cartes ou photos aériennes de l'IGN pour la période actuelle (1950 à aujourd'hui).

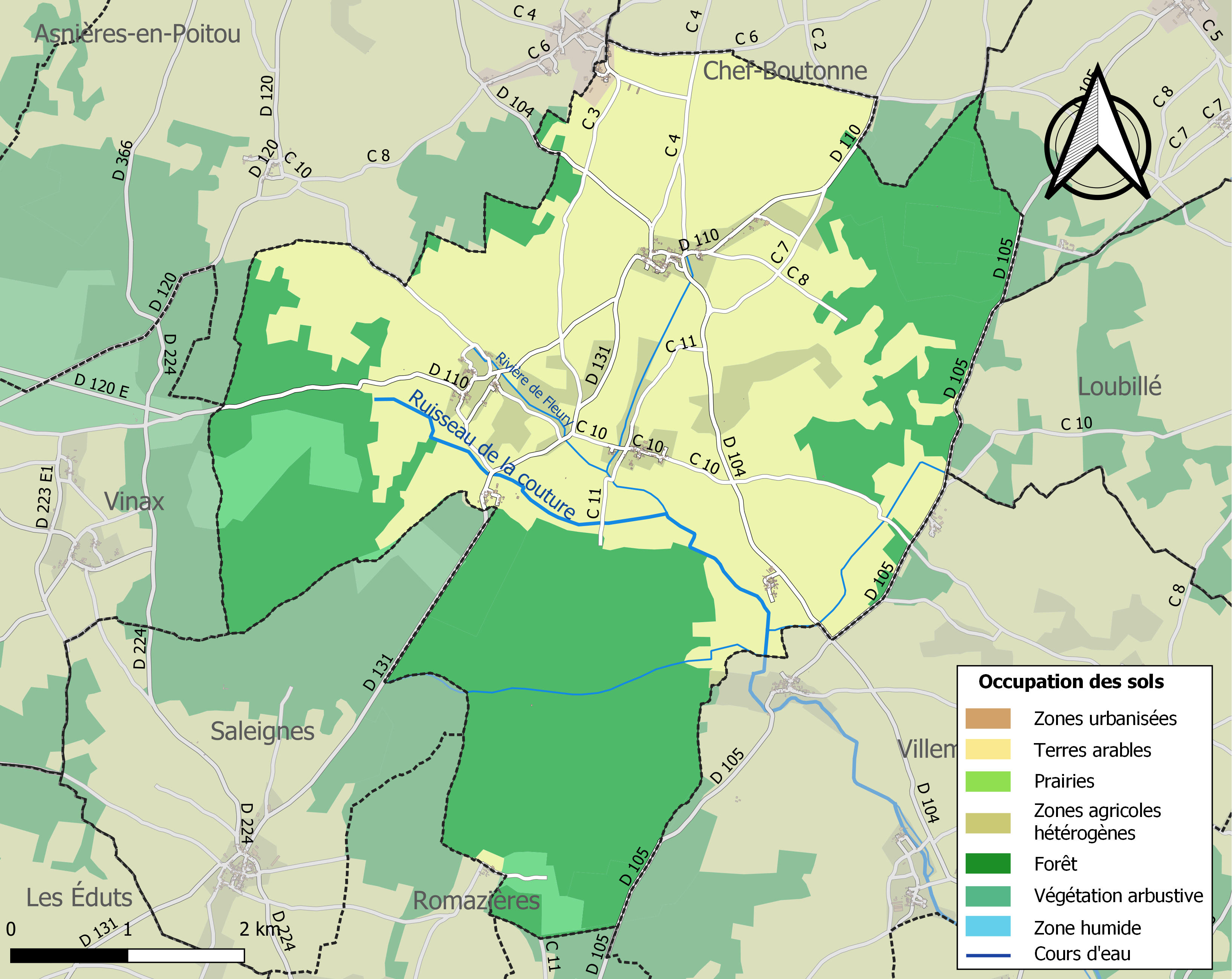
Carte des infrastructures et de l'occupation des sols de la commune en 2018 (CLC).

### Risques majeurs
Le territoire de la commune d'Aubigné est vulnérable à différents aléas naturels : météorologiques (tempête, orage, neige, grand froid, canicule ou sécheresse), inondations, mouvements de terrains et séisme (sismicité modérée). Un site publié par le BRGM permet d'évaluer simplement et rapidement les risques d'un bien localisé soit par son adresse soit par le numéro de sa parcelle.
Certaines parties du territoire communal sont susceptibles d’être affectées par le risque d’inondation par débordement de cours d'eau, notamment le ruisseau de la Couture. La commune a été reconnue en état de catastrophe naturelle au titre des dommages causés par les inondations et coulées de boue survenues en 1982, 1983, 1999 et 2010,.

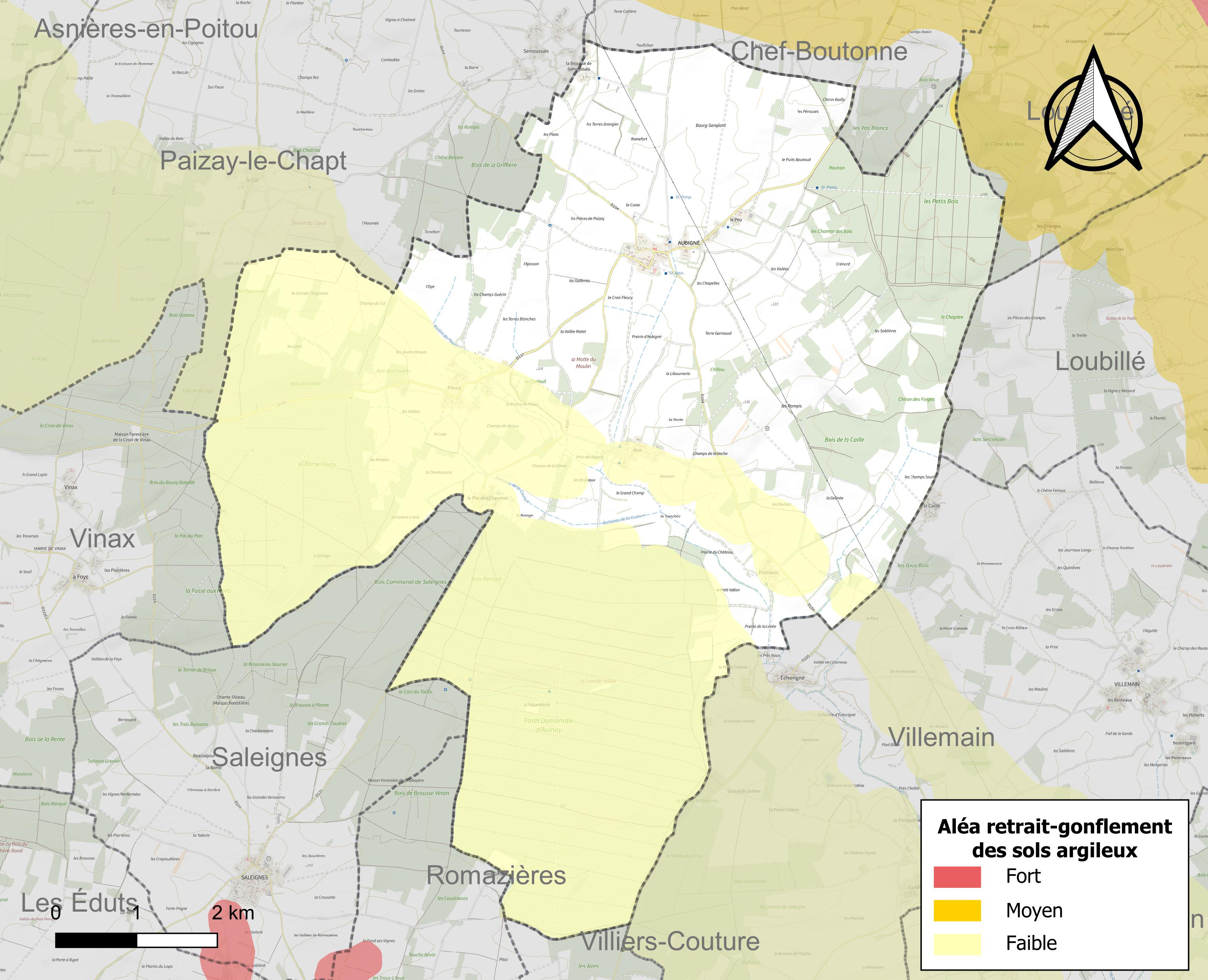
Carte des zones d'aléa retrait-gonflement des sols argileux d'Aubigné.

Les mouvements de terrains susceptibles de se produire sur la commune sont des tassements différentiels. Le retrait-gonflement des sols argileux est susceptible d'engendrer des dommages importants aux bâtiments en cas d’alternance de périodes de sécheresse et de pluie. 0,1 % de la superficie communale est en aléa moyen ou fort (54,9 % au niveau départemental et 48,5 % au niveau national). Depuis le 1er octobre 2020, en application de la loi ELAN, différentes contraintes s'imposent aux vendeurs, maîtres d'ouvrages ou constructeurs de biens situés dans une zone classée en aléa moyen ou fort,.
La commune a été reconnue en état de catastrophe naturelle au titre des dommages causés par des mouvements de terrain en 1999 et 2010.

## Toponymie
Le nom d’Aubigné (Albign = gentilice Albinius  ou Albinus + -acum = suffixe gallo-romain qui désigne un domaine) apparaît pour la première fois  dans  l'acte de la donation que fait Cadelon, vicomte d'Aulnay,  à l'abbaye clunisienne de Montierneuf à Poitiers en 1081.

## Histoire

### Les origines
Ce don comprend l'église (Ecclésia de Albignacum), son  prieuré et divers droits de pâturage  dans la forêt d'Aulnay. Mais le village est probablement beaucoup plus ancien car nous savons que la bataille que se livrèrent les armées de Foulques le Réchin l’Angevin et de Guillaume VI, duc d'Aquitaine), le 21 mars 1061,  aboutit à la destruction du bourg  qui se trouvait au lieu-dit Bourg-Sanglant. Ce village s'était certainement implanté autour d'une ancienne villa romaine car plusieurs tessons de tegulae et d’imbrices y ont été trouvées.
Le village actuel est au carrefour des routes qui mènent d'Aulnay à Chef-Boutonne et d'Aigre à Brioux-sur-Boutonne. À l'époque la région est couverte par la Grande forêt d'Argenson qui va de la forêt de Benon aux frontière du Marais aux forêts de Tusson et de Boixe en Charente. Dans les clairières qui s'agrandissent par essartage, quelques villages implantés dans des lieux stratégiques :
- Fleury (villa et ecclesiam de Floric en 1081, Eccl. Albinec et Florec en 1157) et son quartier de La Chicornerie dont l'origine est probablement gauloise (du celtique Chil qui a donné chilos = maison, hameau). Placé sur une hauteur et au bord de la voie qui mène d'Aulnay à Chef-Boutonne ;
- Le Peu (du latin podium = lieu élevé, colline au sommet arrondi) sur la même route est un nom du XIIe siècle ;
- La Brousse (buisson) quartier de Semoussais à cheval sur trois communes, qui est situé sur un promontoire au carrefour du chemin de La Rochelle  et du chemin de Romazières, un des anciens chemins de Saint-Jacques-de-Compostelle ;
- Bret (inventaire de la maison Brez en 1313, Brest en 1457, Brectz en 1460 et 1487, etc.) est un toponyme d'origine celtique (bré = colline, tertre en breton + les finales st, tz, ctz...indiquent un espace collectif). Enfin Nanteuil (Nanto-ialos = clairière cultivée) et Balet (Baled = petit hangar rudimentaire) sont des toponymes celtiques qui se trouvent à proximité du hameau.

C'est à l'initiative de Marie de Montbron, dame de Chef-Boutonne, à partir de 1455 que s'accélère le défrichage des forêts ; les lieux-dits la Rente, les Rompis sont de bons indicateurs des essartages du XVe siècle.
- Le Pas des Chaumes : le 22 janvier 1481 Marie de Montbron concède aux frères Alain et Étienne Beaumont 8 journaux à prendre sur la forêt de Chef-Boutonne ;
- Bois-Giffard est créé par Jean Coudray dit « Génicot » à qui Marie de Montbron concède en février 1481 quatre journaux de terre, à prendre à l'extrémité sur de la forêt sur le chemin de Bret à Romazières, il peut y construire une maison à quatre travées ;
- Prémorin est concédé à Jean Daniau et Jean Bouyneau le 2 décembre 1484.

### 1944: assassinat de Jean Cosset

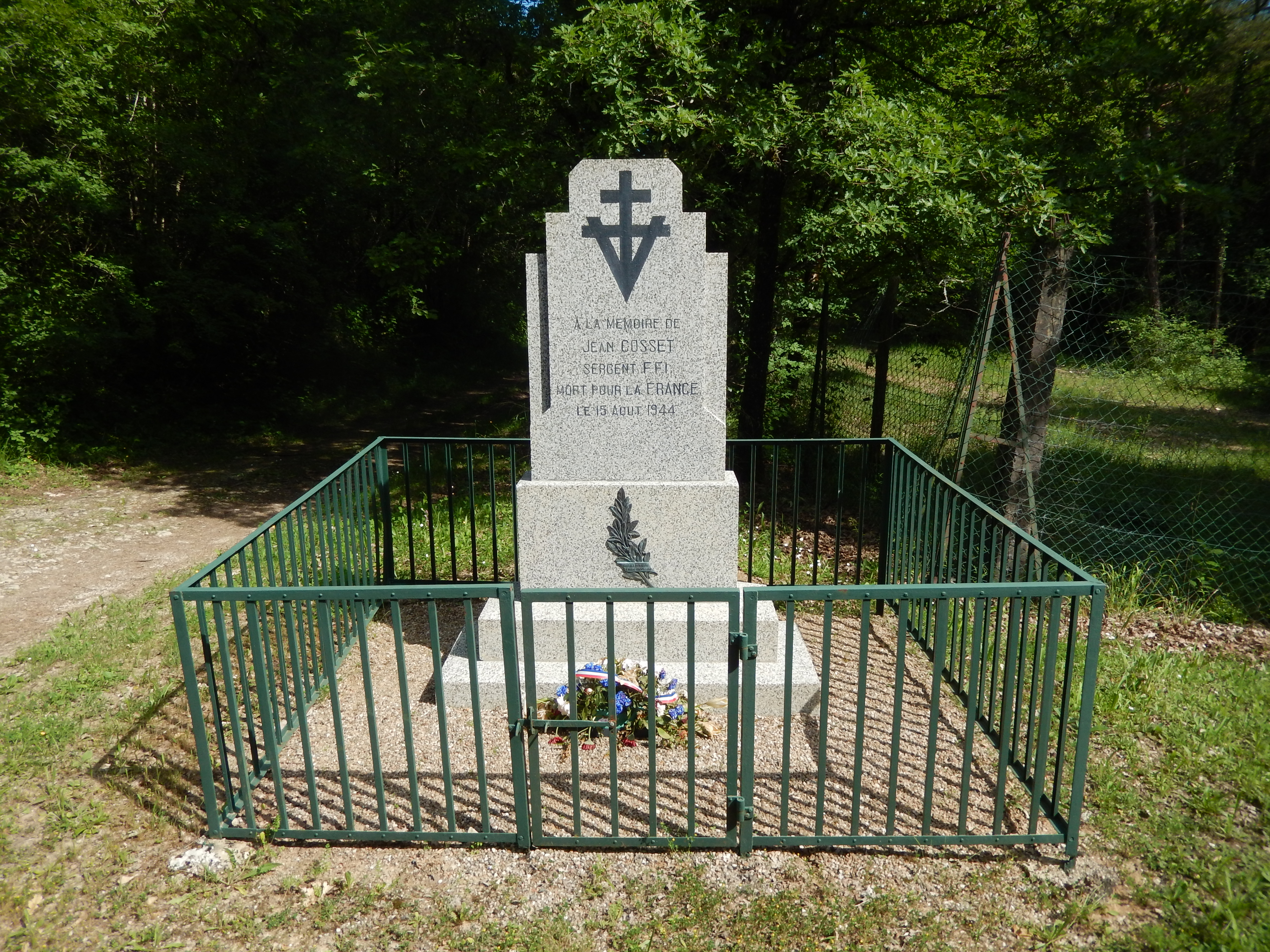
La stèle en mémoire de Jean Cosset.

Jean Cosset, comptable pour un groupe de résistants des Forces Françaises de l'Intérieur, fut capturé puis fusillé le 15 août 1944 par des militaires allemands. Une stèle en sa mémoire a été érigée en bordure de la route départementale 110, au nord-est du village d'Aubigné.

## Politique et administration

### Liste des maires
| Période         | Période  | Identité             | Étiquette | Qualité  |
| --------------- | -------- | -------------------- | --------- | -------- |
| (maire en 1981) |          | Marie-Alice Hennessy |           |          |
| mars 2001       | En cours | Yvan-Pierre Royer    | PS        | Retraité |

## Démographie
L'évolution du nombre d'habitants est connue à travers les recensements de la population effectués dans la commune depuis 1793. Pour les communes de moins de 10 000 habitants, une enquête de recensement portant sur toute la population est réalisée tous les cinq ans, les populations de référence des années intermédiaires étant quant à elles estimées par interpolation ou extrapolation. Pour la commune, le premier recensement exhaustif entrant dans le cadre du nouveau dispositif a été réalisé en 2005.

En 2022, la commune comptait 165 habitants, en évolution de −22,17 % par rapport à 2016 (Deux-Sèvres : +0,18 %, France hors Mayotte : +2,11 %).
| 1793 | 1800 | 1806 | 1821 | 1831 | 1836 | 1841 | 1846 | 1851 |
| ---- | ---- | ---- | ---- | ---- | ---- | ---- | ---- | ---- |
| 651  | 722  | 682  | 590  | 669  | 658  | 626  | 706  | 667  |

| 1856 | 1861 | 1866 | 1872 | 1876 | 1881 | 1886 | 1891 | 1896 |
| ---- | ---- | ---- | ---- | ---- | ---- | ---- | ---- | ---- |
| 609  | 560  | 519  | 477  | 500  | 506  | 506  | 473  | 418  |

| 1901 | 1906 | 1911 | 1921 | 1926 | 1931 | 1936 | 1946 | 1954 |
| ---- | ---- | ---- | ---- | ---- | ---- | ---- | ---- | ---- |
| 431  | 412  | 468  | 396  | 401  | 398  | 410  | 366  | 388  |

| 1962 | 1968 | 1975 | 1982 | 1990 | 1999 | 2005 | 2006 | 2010 |
| ---- | ---- | ---- | ---- | ---- | ---- | ---- | ---- | ---- |
| 393  | 336  | 319  | 303  | 248  | 214  | 212  | 211  | 210  |

| 2015 | 2020 | 2022 | - | - | - | - | - | - |
| ---- | ---- | ---- | - | - | - | - | - | - |
| 215  | 171  | 165  | - | - | - | - | - | - |

## Culture locale et patrimoine

### Lieux et monuments

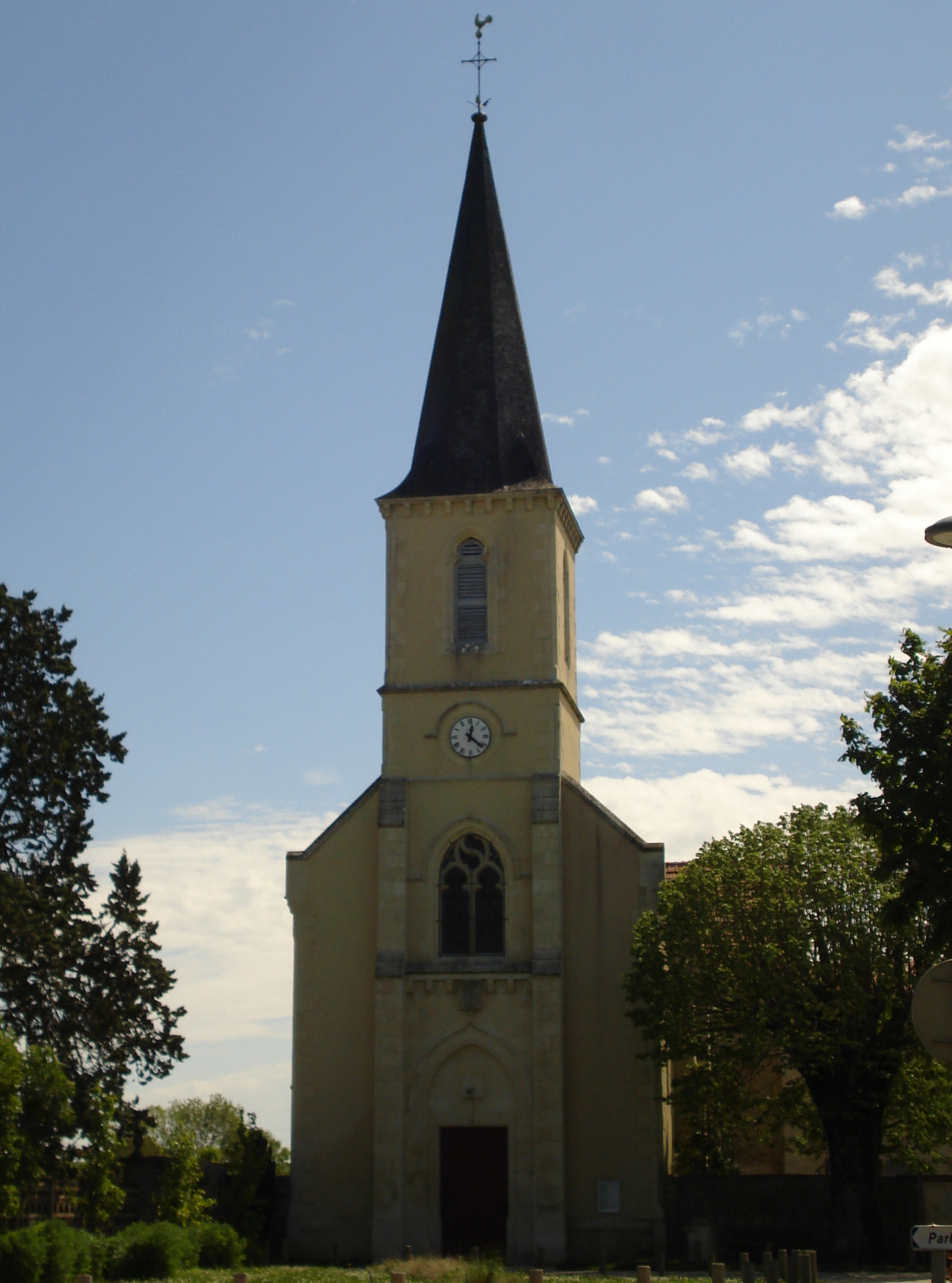
L'église.

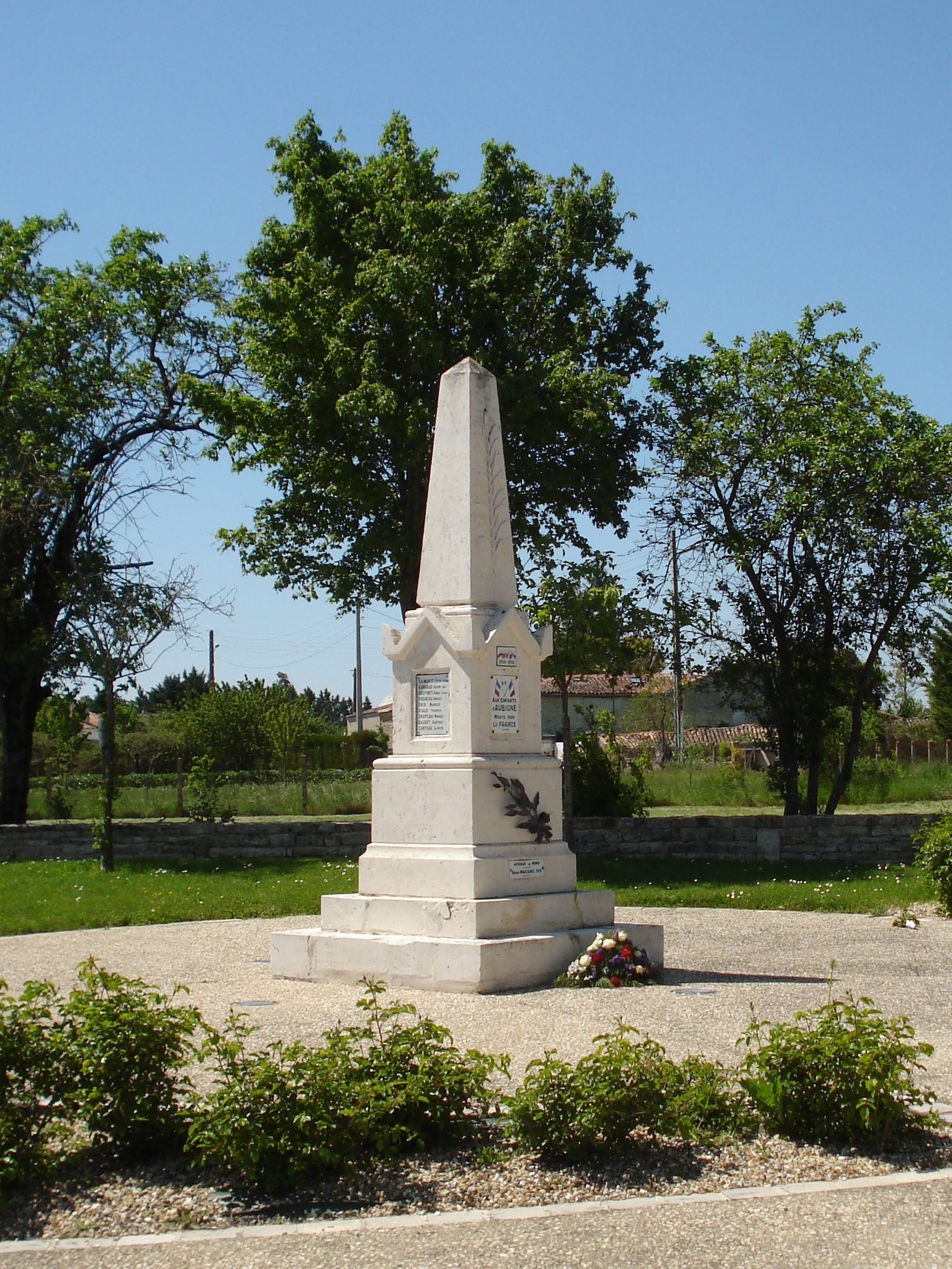
Le monument aux morts.

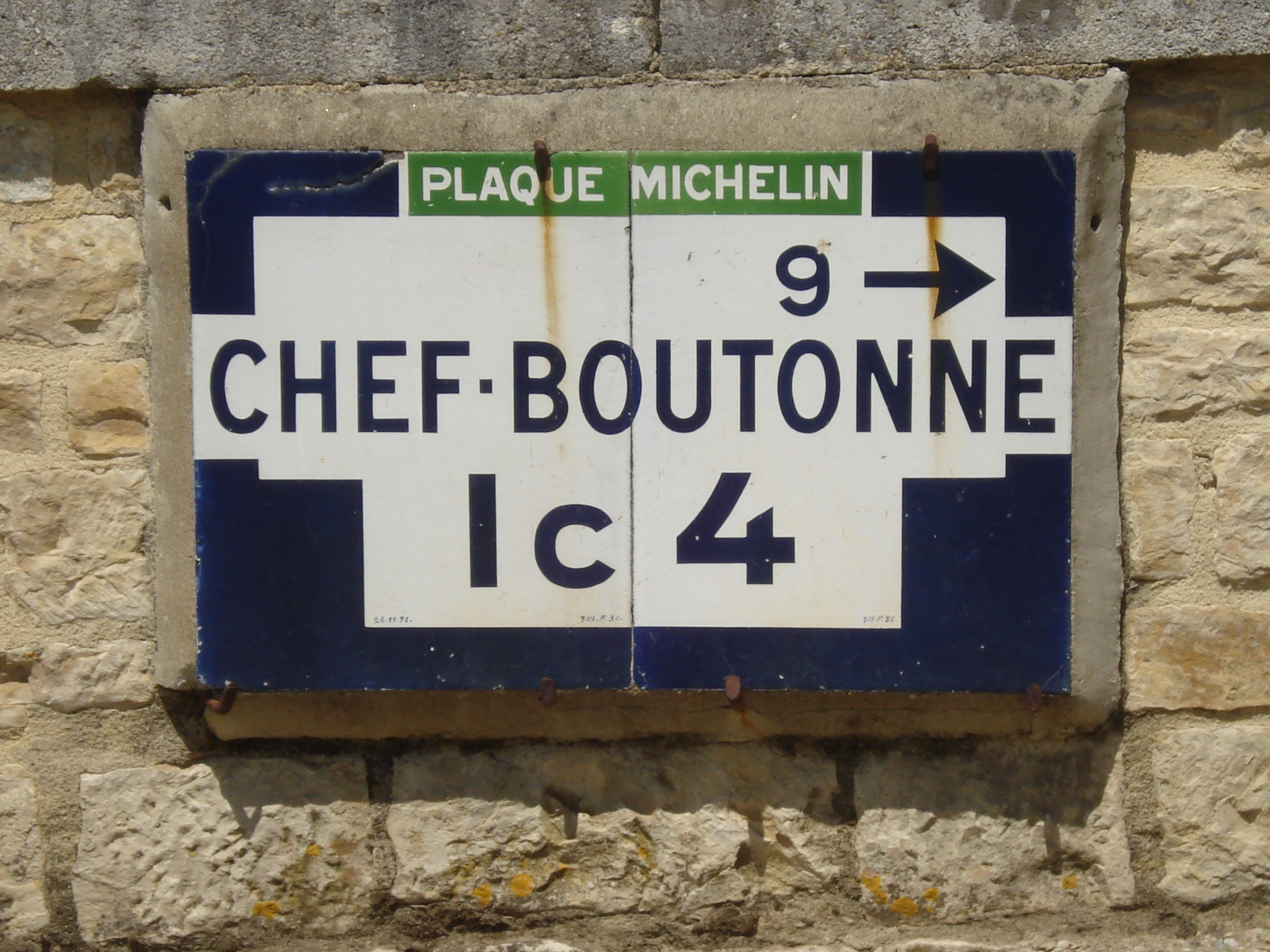
La plaque Michelin présente sur le mur de la mairie.

- Église Saint-Cybard d'Aubigné.

### Aubigné et le cinéma
Le film Mumu de Joël Séria avec Sylvie Testud a été tourné à Aubigné en 2010.